# The History of the World's Greatest War
The History of the World's Greatest War è un film muto documentario del 1915. Il nome del regista non è noto.
È costituito da un'antologia di filmati di guerra tratti dai cinegiornali di Hearts-Selig Pictorial del 1914.

## Produzione
Il film fu prodotto dall'International Film Service e dalla Selig Polyscope Company. Le scene originali erano state girate in Francia, in Belgio, in Germania.

## Distribuzione
Distribuito dalla General Film Company, il film - un documentario in cinque bobine - uscì nelle sale cinematografiche statunitensi nel gennaio 1915.